# لوسيو كابانياس
لوسيو كابانياس باريينتوس (12 ديسمبر 1938 - 2 ديسمبر 1974) كان مدرسًا مكسيكيًا أصبح ثوريًا ولو انه لم یکن ماركسية. اعتبر كابانياس إميليانو زاباتا نموذجًا ليحتذى به ولم يتخل أبدًا عن إيمانه المسيحي كما يمكن رؤيته في الفيلم الوثائقي عنه لجيراردو تورت

## النشأة
ولد لوسيو في 12 ديسمبر 1938 في أسرة فلاحية جده من الأب كان زاباتيستا وعمه بابلو، شارك في حرب العصابات التي قام بها الأخوان فيداليس في عشرينيات القرن الماضي. أكمل تعليمه الأساسي في مدينة إل كاياكو. وفي وقت لاحق من فبراير 1956 دخل أيوتزينابا.

## مدرس
ولد في أتوياك دي ألفاريز، في ولاية غيريرو. أصبح ناشطًا سياسيًا عندما کان یدرس في كلية أيوتزينابا الريفية للمعلمين وكان زعيما لاتحاد الطلاب المحلي. في عام 1962، تم انتخابه لمنصب الأمين العام لاتحاد طلاب الفلاحين الاشتراكيين في المكسيك. عندما بدأ العمل كمدرس، قام أيضًا بالتوسط في المشكلات في المدارس الأخرى.
فی18 مايو 1967 خلال تجمع حاشد في ساحة أتوياك المدنية حاولت الشرطة القضائية اغتيال كابانياس، 

## ثوري
عندما طالب عميد مدرسة خوان ألفاريز في أتوياك بأن يرتدي جميع التلاميذ الزي المدرسي،  جادله كابانياس بأن بعض العائلات كانت فقيرة جدًا لدرجة أنها بالكاد تستطيع إطعام أطفالها، ناهيك عن شراء الزي المدرسي. تم طرد العميد لكن أنصاره بقوا. عندما انتهى إضراب 18 مايو 1967 بإطلاق النار والقتل، فر كابانياس إلى الجبال وانضم إلى مجموعة غينارو فاسكيز روجاس حتى وفاة فاسكيز في 2 فبراير 1972.
قاد كابانياس مجموعة حرب العصابات، لواء حزب الفقراء والفلاحين ضد الظلم. بلغ عددهم 300 فرد وعاشوا في جبال غيريرو. قام بتمويل مجموعته من خلال عمليات الخطف والسطو على البنوك.أرسلت الحكومة المكسيكية 16000 جندي إلى جبال سييرا مادري دي أتوياك لمطاردته. مات خمسون منهم أثناء المطاردة.
في ديسمبر 1974، اختطف كابانياس روبين فيغيروا، عضو مجلس الشيوخ والحاكم المستقبلي لغيريرو. عندما حاولت القوات الحكومية إنقاذ السناتور، قتل الجيش المكسيكي كابانياس.
يقول البعض إن كابانياس لم يمت ولكن انتهى به المطاف في السجن. إذا كان هذا هو الحال، فمن المحتمل أن يكون قد تم إعدامه حتى يعتقد المتعاطفون معه أن التمرد انتهى بوفاته.
كانت غيريرو في أزمة وكانت مدينة أكابولكو تعاني من ركود في صناعة السياحة فيها، بسبب العنف السياسي الذي عصف بالمنطقة في أوائل السبعينيات.

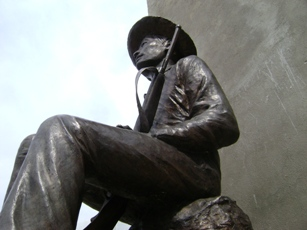
تمثال لوسيو كابانياس في أتوياك.

## ميراث
هناك عدد من الأساطير حوله، بما في ذلك أنه كان لديه خمس حارسات شخصيات وحمل حقيبة مليئة بالمال ووزعها على الفقراء. تم بناء أساطير مماثلة حول بانشوفیلا وإميليانو زاباتا.
في السنوات الأخيرة، أصبح كابانياس رمزًا يساريًا في المكسيك، يشبه إلى حد كبير تشي جيفارا وسوبكوماندانت ماركوس. خلال الحركات الاجتماعية الأخيرة، بما في ذلك اشتباكات عام 2006 بين المعلمين وحكومة ولاية أواكساكا ظهر وجه كابانياس على لافتات إلى جانب لافتات جيفارا وفلاديمير لينين.

## أعماله
يروي الكاتب كارلوس مونتيمايور تاريخ حزب الفقراء في كتابه Guerra en el Paraíso"،1990" (حرب الجنة). كما يشير الكتاب المعنون El guerrillero الذي كتبه الرفيق ارنستو إلى لوسيو كابانياس وسييرا انظر الفيلم الوثائقي"La Guerrilla y la Esperanza: Lucio Cabañas" (La Rabia Films، 2005 (pvf hguwhfhj (حرب العصابات) .

## قتل أرملته
في 3 تموز، يوليو 2011، أفادت الأنباء عن اغتيال أرملته إيزابيل أيالا نافا مع شقيقتها، عندما خرجت المرأتان من كنيسة في Xaltianguis ، غيريرو. أطلق القتلة النار من سيارة. ثم نزل أحدهم وسرق الهواتف المحمولة من الضحايا. كانت إيزابيل أيالا قد طالبت مؤخرًا بالعدالة على مقتل شقيقها.

## فهرس
• أولوا بورنيمان، ألبرتو. النجاة من حرب المكسيك القذرة: : مذكرات سجين سياسي. عبر. أورورا كاماتشو دي شميدت وآرثر شميدت. فيلادلفيا: مطبعة جامعة تمبل، 2007. ISBN 1-59213-423-8.